# Rinoceronte Cacareco
Cacareco foi uma rinoceronte fêmea do Zoológico do Rio de Janeiro emprestada ao Zoológico de São Paulo que nas eleições municipais de outubro de 1959 da cidade de São Paulo recebeu cerca de 100 mil votos para vereador. À época, a eleição era realizada com cédulas de papel e os eleitores escreviam o nome de seu candidato de preferência.
Cacareco foi um dos mais famosos casos de voto de protesto ou voto nulo em massa da história da política brasileira, uma vez que se tornou a "candidata" mais votada do pleito: o partido mais votado não chegou a 95 000 votos. Cacareco foi devolvida ao Zoológico do Rio de Janeiro no dia 1º de outubro de 1959, alguns dias antes da eleição e morreu no mês de dezembro de 1962, de nefrite aguda. Seus restos mortais foram levados de volta a São Paulo em 1984 e estão em exibição desde então no Museu de Anatomia Veterinária da Faculdade de Medicina Veterinária e Zootecnia da USP.
Após o resultado das eleições, Stanislaw Ponte Preta comentou no jornal Última Hora que "diversos membros da cúpula do PSP andaram rondando a jaula de Cacareco, para a colocarem no lugar de Adhemar de Barros". Já o então presidente Juscelino Kubitschek declarou: "Não sou intérprete de acontecimentos sociais e políticos. Aguardo as interpretações do próprio povo".
A ideia de lançar o animal como candidato teria sido do jornalista Itaboraí Martins, em protesto contra o baixo nível dos outros 450 concorrentes. O fato se tornou notório e serviu como referência para várias análises de percentuais no Brasil de voto nulo e dos chamados votos de protesto.
No carnaval de 1960, um dos maiores sucessos foi a marchinha "Cacareco É o Maior", cantada por Risadinha, de autoria de José Roy e Risadinha, que fazia alusão ao rinoceronte Cacareco e cujo trecho da letra dizia "Eu encontrei o Cacareco tomando chope com salsicha e rabanada/Mas lá no bloco da vitória ele gritava 'aqui Gerarda, aqui Gerarda'".
Em 1963 foi fundado no Canadá um partido político que homenageava e dizia ser descendente espiritual de Cacareco. O nome do partido era The Rhinoceros Party (em francês Parti Rhinocéros) e existiu até 1993.